# Macomer
Macomer (sardisk: Macumère) er en by og en kommune (comune) i provinsen Nuoro i regionen Sardinien i Italien. Byen ligger i 563 meters højde og har 10.128 indbyggere (2016). Kommunen har et areal på 122,77 km² og grænser til kommunerne Birori, Bolotana, Bonorva, Borore, Bortigali, Scano di Montiferro, Semestene og Sindia.